# هیریچ
هیریچ (به مجاری:  Hirics) یک شهرداری در مجارستان است که در ناحیه شیه واقع شده‌است. هیریچ ۱۴٫۶۸ کیلومتر مربع مساحت و ۲۳۷ نفر جمعیت دارد.